# ОМОН (Беларусь)
Отряд милиции особого назначения (бел. Атрад міліцыі асобага прызначэння; АМАП) (далее — ОМОН) — подразделение специального назначения органов внутренних дел Республики Беларусь, входит в состав милиции общественной безопасности и выполняет специальные задачи, относящиеся к компетенции органов внутренних дел.

## Основные задачи

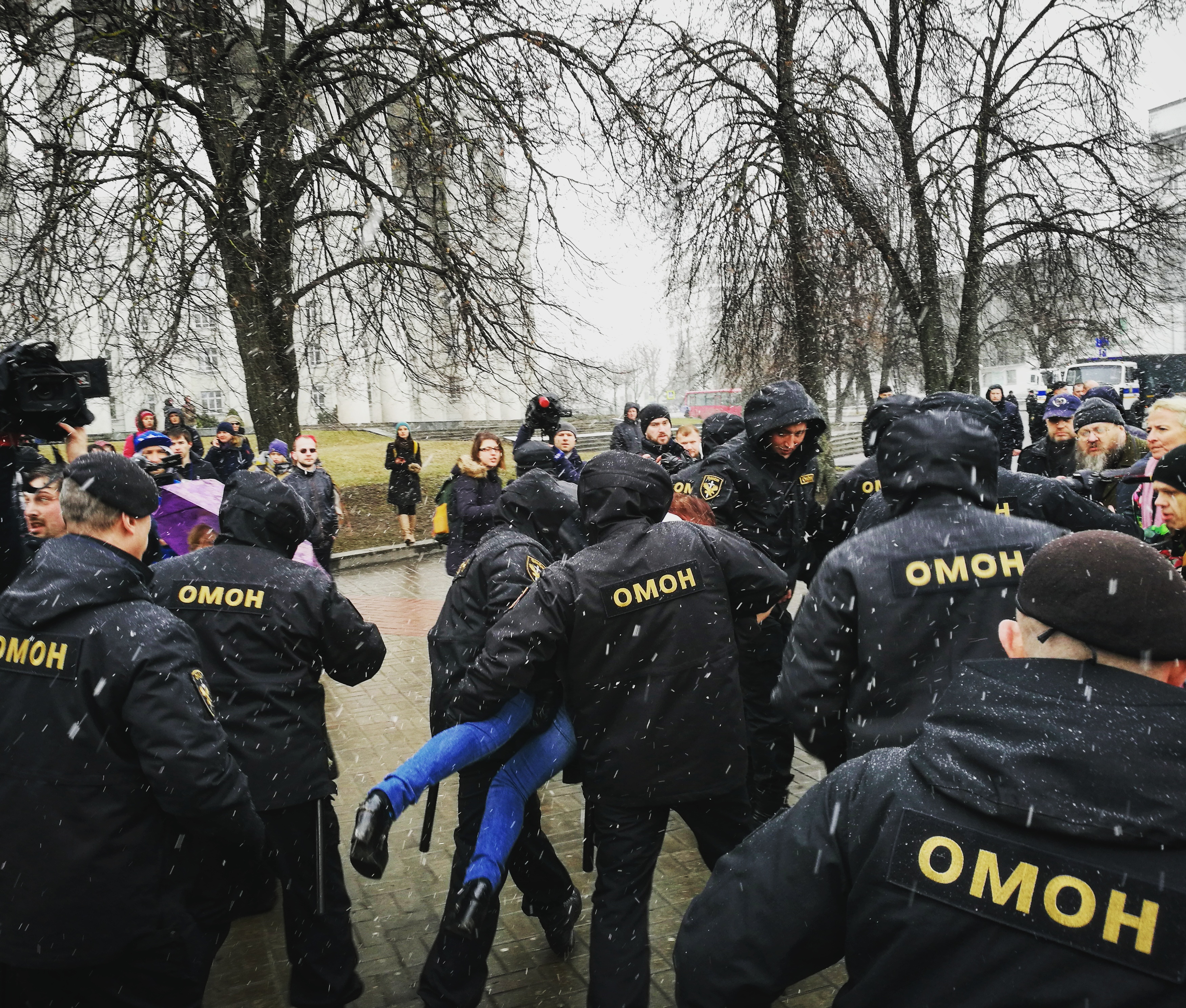
ОМОН задерживает участников несанкционированного мероприятия на День Воли, 2017 год

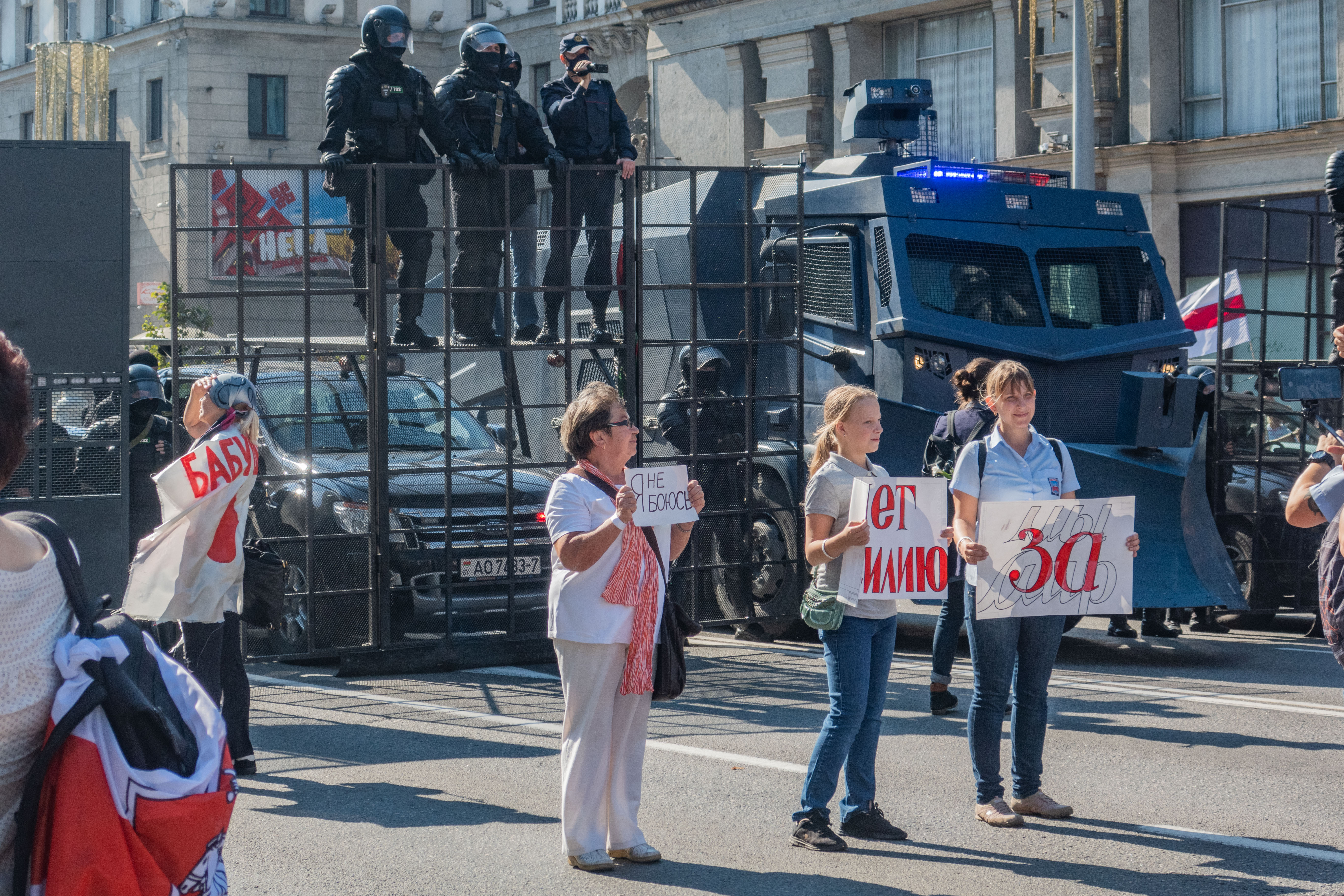
ОМОН на мобильной баррикаде «Забор-Барьер», 30 августа 2020 года

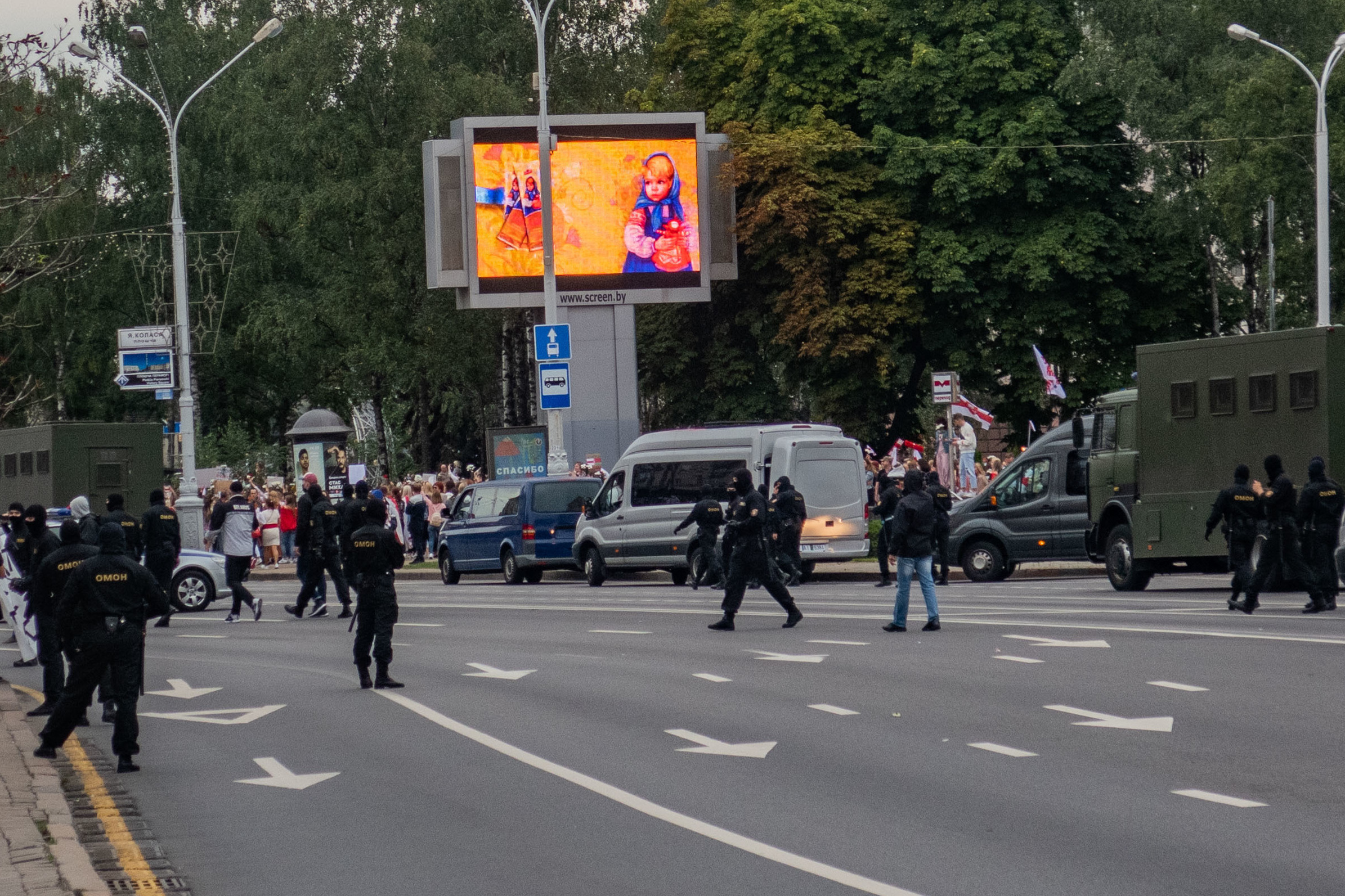
ОМОН и сотрудники в штатском на женском марше в Минске 29 августа 2020 года

- выполнение задач подразделений специального назначения;
- обеспечение силовой поддержки проводимых ОВД и иными правоохранительными органами специальных операций (мероприятий);
- пресечение групповых нарушений общественного порядка и массовых беспорядков, актов терроризма и экстремистских проявлений во время проведения массовых мероприятий;
- охрана общественного порядка и обеспечение общественной безопасности, личной и имущественной безопасности, прав, свобод и законных интересов граждан;
- обеспечение оперативного реагирования на осложнение криминогенной обстановки;
- задержание лиц, оказывающих вооруженное сопротивление, совершивших тяжкие или особо тяжкие преступления или подозреваемых в их совершении, членов организованных преступных групп, преступных организаций или банд, а также лиц, подозреваемых в совершении других преступлений;
- обеспечение круглосуточного дежурства групп оперативно-боевого назначения для реагирования на внезапно возникающие угрозы безопасности;
- выполнение иных задач в соответствии с законодательством при возникновении обстоятельств, представляющих угрозу безопасности граждан, деятельности организаций и общественному порядку, а также в интересах обороны Республики Беларусь.

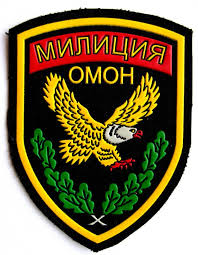
Шеврон ОМОН

## Структура
Подразделения ОМОН структурно входят в структуру милиции общественной безопасности региональных и территориальных органов внутренних дел и не имеют централизованного подчинения. ОМОН ГУВД Мингорисполкома имеет в своём составе не менее 7 оперативных рот и 11 отдельных взводов, оснащённых экипировкой, вооружением и техникой. Такие же подразделения располагаются во всех областных центрах: Брест, Витебск, Гомель, Гродно, Могилёв, д. Мачулищи (Минская область). В составе региональных подразделений имеются отдельные взводы, которые находятся в оперативном подчинении Начальника территориального Органа внутренних дел и имеют численность не более 20 человек, командование такими подразделениями осуществляется непосредственным командованием отрядов из областей. взводы дислоцируются в райцентрах: Пинск, Бобруйск и Жлобин (в Жлобине подразделение было создано 20 апреля 2021 года.

## История создания
3 октября 1988 года приказом Министерства внутренних дел СССР на территории Советского Союза были созданы первые 19 отрядов милиции особого назначения.
22 ноября 1988 года приказом управления внутренних дел Минского городского исполнительного комитета, в связи с увеличением числа опасных преступлений, сопряжённых с насилием, жесткостью и дерзостью, активизацией деятельности неформальных организаций, в том числе экстремисткой направленности, был образован первый в БССР отряд милиции особого назначения (Минский ОМОН).
После распада СССР в 1991 году ОМОН города Минска остался в юрисдикции МВД Республики Беларусь и в оперативном подчинении ГУВД Мингорисполкома.
Первым командиром отряда милиции особого назначения управления внутренних дел Минского городского исполнительного комитета был назначен полковник милиции Артёмов Владимир Иванович.
В последующем аналогичные подразделения были созданы во всех областных центрах Республики Беларусь.

## Приём на службу
На службу по контракту о службе принимаются на добровольной основе совершеннолетние граждане, способные по своим личным, моральным и деловым качествам, состоянию здоровья, уровню основного образования выполнять задачи, возложенные на органы внутренних дел.
На должности рядового и начальствующего состава принимаются граждане, как правило, не старше 25 лет. На указанные должности могут быть приняты граждане старше 25 лет, если ко дню достижения предельного возраста состояния на службе, они будут иметь право на пенсию за выслугу лет.
Граждане, принятые на службу, зачисляются в кадры органов внутренних дел и снимаются с воинского учёта в соответствии с законодательством.
Граждане, принятые на службу, имеющие документы, предоставляющие права на льготы и преимущества в связи с политическими, религиозными взглядами или национальной принадлежностью, полученные от иностранных государств, обязаны в течение 5 дней передать их на время прохождения службы в орган внутренних дел по месту прохождения службы.
На запрос Радио «Свобода» в 2014 году после публикации сайта газеты «Салідарнасць» про то, что в белорусском ОМОНе трудоустраиваются бывшие сотрудники украинского «Беркута», пресс-секретарь МВД Константин Шалкевич ответил отрицательно, так как «МВД не комментирует низкокачественные сочинения на свободную тему, размещённые в интернете».
Тем не менее в 2020 году в рядах ОМОНа были опознаны экс-сотрудники расформированного «Беркута». Издание «Новы Час» продолжило журналистский цикл расследований и в 2021 году, идентифицировав ещё больше таких персоналий.

## Командиры
- Артемов, Владимир Иванович (ноябрь 1988 — июнь 1990)
- Кудин, Александр Аркадьевич (июнь 1990 — январь 1999)
- Французов, Александр Николаевич (январь — ноябрь 1999)
- Подобед, Юрий Николаевич[тарашк.] (ноябрь 1999 — июль 2008)
- Караев, Юрий Хаджимуратович (июль — октябрь 2008)
- Лукомский, Александр Валентинович (с октября 2008)[4]
- Балаба, Дмитрий Владимирович (с мая 2016)

## Аналоги
Другие подразделения со схожими задачами в Беларуси — СПБТ Алмаз, СОБР, КГБ Альфа.

## Нарушение прав человека
Human Rights Watch задокументировала случаи истязания со стороны ОМОН. Медик описал, что стал свидетелем инцидента в Минске 11 августа 2020 года, когда сотрудник ОМОН пытался арестовать автомобилиста, остановившего его машину, выстрелил в него резиновой пулей. Бывшие задержанные описали свой арест и перевод в милицейские участки как чреватый жестоким обращением. В семи случаях ОМОН заставлял задержанных лечь друг на друга на пол, избивал и унижал их. Восемь задержанных заявили, что сотрудники ОМОН угрожали им изнасилованием. 20 ноября 2020 года Светлана Тихановская предложила признать данную структуру и ГУБОПиК террористическими организациями.

## Международные санкции
Сотрудники ОМОН неоднократно попадали под международные санкции. Так, 2 октября 2020 года Европейский союз внёс в свой санкционный список Дмитрия Балабу, Леонида Журавского, Михаила Домарнацкого, Максима Миховича — командиров соответственно минского, витебского, гомельского и брестского ОМОН. Эти же сотрудники были включены в санкционные списки Великобритании, Канады и Швейцарии. США внесли Дмитрия Балабу в список специально обозначенных граждан и заблокированных лиц 2 октября, а 23 декабря под американские санкции попал и минский ОМОН. В январе 2025 года к санкциям против ОМОНа присоединилась Канада.